# Gustav Adolf Lehnert
Gustav Adolf Lehnert (geboren 6. Juli 1896 in Gelsenkirchen; gestorben 27. April 1976 in Essen-Werden) war ein deutscher Polizist. Er war Leiter der Kriminalpolizei im Regierungsbezirk Düsseldorf und wirkte nach dem Zweiten Weltkrieg maßgeblich am Aufbau der Polizei im Ruhrgebiet mit.

## Erster Weltkrieg, Ruhrbesetzung und Emigration
Er war Soldat im Ersten Weltkrieg. Während der Ruhrbesetzung gehörte er im Jahre 1923 der dortigen Hilfspolizei an, die von den Gewerkschaften geführt wurde. Die reguläre Polizei musste auf Anweisung der belgischen und französischen Militärs das besetzte Gebiet verlassen. Danach wurde er in den Reihen der Kriminalpolizei aufgenommen mit dem Dienstgrad eines Kriminalassistenten.
Nach seinen eigenen Angaben hatte er auch einen Lehrgang zum Kriminalsekretär bestanden. Vor der NS-Machtübernahme war er in Essen im Polizeipräsidium bei der Politischen Polizei in der Abteilung IA tätig. Zeitweise war er Leiter der Schutzhaftstelle. Mit dem Datum vom 19. Juli 1933 wurde er vom Dienst suspendiert. In einer dienstlichen Beurteilung durch den Polizeipräsidenten von Essen vom 11. August 1933 wurde ihm vorgeworfen, als anonymer Schreiber in Zeitungen Artikel zu veröffentlichen, die zum Umfeld der SPD gehörten. Lehnert war langjähriges Mitglied der SPD und des Reichsbanners.

## Flucht ins Saarland und nach Frankreich
Gegen Ende Oktober 1933 wurde er aus dem Polizeidienst entlassen. Die Verfügung beruhte auf dem §4 des Berufsbeamtengesetzes. Da er um seine Sicherheit besorgt war, ging er bereits im Juni 1933 ins Saarland, was noch nicht zum NS-Regime gehörte. Dort wirkte er zuerst als Sonderkommissar für die Institution des Völkerbundes. Am 8. November 1933 erfolgte die Ernennung zum Kriminalkommissar.
Bevor das Saargebiet am 1. März 1935 zum Deutschen Reich kam, flüchtete Lehnert nach Frankreich. Dort arbeitete er im Lothringischen Kohlenrevier als Bergmann. Hierhin folgte ihm jetzt auch seine Familie. Am 3. Dezember 1936 wurden er und seine Familie aus der deutschen Staatsbürgerschaft entlassen. Das Finanzamt West teilte dem Regierungspräsidium Düsseldorf im Schreiben vom 21. Juni 1938 mit, dass das Vermögen der Familie Lehnert eingezogen wurde.
Bei Ausbruch des Zweiten Weltkriegs 1939 wurde Lehnert zeitweise in einem Lager in Frankreich interniert. In der von deutschen Truppen nicht besetzten Zone war er nach seinen Angaben im Arbeitsdienst tätig. Dann ging er in den Untergrund und arbeitete in der Bretagne in einer Firma. 1942 wurde er Angehöriger der Résistance.

## US-Dienst und Neueinstellung in den Polizeidienst
Nachdem er sich 1944 bei den US-Militärs gemeldet hatte, wurde er nach Paris gebracht. Dort verhörte man ihn einige Wochen. Diese vertrauten ihm schließlich und stellten ihn im August 1944 als Angehörigen der Strategic Services Unit (War Department Mission to Germany, U.S. Forces, European Theater, Field Base C) ein.
In dieser Funktion hat er nach seinen Angaben US-Offiziere über die Verhältnisse unter dem NS-Regime unterrichtet. Weiterhin verfasste er Studienberichte über die Verhältnisse der deutschen Polizeikräfte und wirkte als Berater bei der Aussonderung belasteter Polizisten mit. Der Leiter der Polizeiabteilung Wolfgang Schmidt im Oberpräsidium der Nordrhein-Provinz stellte ihn im September 1945 als Referent bei der Kriminalpolizei ein.

Im Oktober 1945 übernahm er die Leitung der Abteilung der Kriminalpolizei im Regierungsbezirk Düsseldorf. Mit dem Datum vom 2. Dezember 1945 verfasste Lehnert einen Bericht, in dem er scharf zur mangelnden Entnazifizierung in den Reihen der Polizei eine Stellungnahme abgab: 

„Polizeibeamte erklärten, daß immer noch Gestapobeamte und Angehörige der SS im Dienst seien“

. 
In den Bereichen, wo ein demokratischer Anfang in der Polizei gefordert werde, gäbe es eine allgemeine Unzufriedenheit über diese Verhältnisse. Eine weitere Dienststellung nahm er später als Kriminalrat im Polizeipräsidium Essen ein. 
Gustav Adolf Lehnert war mit der im Jahre 1901 geborenen Emmi Brosch verheiratet, sie hatten zwei Kinder. 1972 erhielt er das Bundesverdienstkreuz.

## Referenzen
- Lehnert, Gustav, in: Werner Röder, Herbert A. Strauss (Hrsg.): Biographisches Handbuch der deutschsprachigen Emigration nach 1933. Band 1: Politik, Wirtschaft, Öffentliches Leben. München: Saur 1980, S. 426
- DBE Band 6, München 1997.
- Stefan Noethen: Alte Kameraden und neue Kollegen – Polizei in Nordrhein-Westfalen 1945-1953. Essen 2003.
- Erwin Dickhoff: Essener Köpfe. Hrsg.: Stadt Essen–Historischer Verein für Stadt und Stift Essen. Klartext-Verlag, Essen 2015, ISBN 978-3-8375-1231-1.

| Personendaten    | Personendaten                                                                 |
| ---------------- | ----------------------------------------------------------------------------- |
| NAME             | Lehnert, Gustav Adolf                                                         |
| KURZBESCHREIBUNG | deutscher Polizist, Leiter der Kriminalpolizei im Regierungsbezirk Düsseldorf |
| GEBURTSDATUM     | 6. Juli 1896                                                                  |
| GEBURTSORT       | Gelsenkirchen                                                                 |
| STERBEDATUM      | 27. April 1976                                                                |
| STERBEORT        | Essen                                                                         |